# 1564
| 1564               |
| ------------------ |
| Dødsfald - Fødsler |
| • Begivenheder     |

| Gregoriansk kalender | 1564 MDLXIV             |
| Ab urbe condita      | 2317                    |
| Armensk kalender     | 1013 ԹՎ ՌԺԳ             |
| Kinesiske kalender   | 4260 – 4261 癸亥 – 甲子 |
| Etiopisk kalender    | 1556 – 1557             |
| Jødisk kalender      | 5324 – 5325             |
| Hindukalendere       |                         |
| - Vikram Samvat      | 1619 – 1620             |
| - Shaka Samvat       | 1486 – 1487             |
| - Kali Yuga          | 4665 – 4666             |
| Iransk kalender      | 942 – 943               |
| Islamisk kalender    | 971 – 972               |

Konge i Danmark: Frederik 2. 1559-1588; Danmark i krig: Den Nordiske Syvårskrig 1563-1570
Se også 1564 (tal)

## Begivenheder

### Maj
- 1. maj - Tycho Brahe foretager sine første observationer med et rigtigt astronomisk instrument

### Juli
- 25. juli - ved Ferdinand 1.s død bliver Maximilian 2. konge af Ungarn og Böhmen, kejser af det tysk-romerske rige.

### September
- 4. september - Blodbadet i Ronneby i Blekinge

### Udateret
- Svenskerne køber fæstningen Älvsborg tilbage efter at den året før kapitulerede under den Nordiske Syvårskrig. Løsesummen lød på 150.000 rigsdaler.

## Født
- 15. februar – Galileo Galilei, italiensk astronom og fysiker (død 1642)
- 23. april – William Shakespeare, engelsk skuespilforfatter (død 1616)

## Dødsfald
- 18. februar – Den italienske kunstner Michelangelo dør 88 år gammel.
- 15. oktober – Andreas Vesalius, grundlæggeren af den moderne lægevidenskab, dør på øen Zákynthos.